# Rosny-sous-Bois
Rosny-sous-Bois je vzhodno predmestje Pariza in občina v  departmaju Seine-Saint-Denis osrednje francoske regije Île-de-France. Leta 2012 je imelo naselje 42.080 prebivalcev.

## Geografija
Rosny-sous-Bois leži v južnem delu departmaja 10 km vzhodno od središča Pariza. Občina meji na zahodu na  Montreuil, na severozahodu na Noisy-le-Sec, na severu na Bondy, na severovzhodu na Villemomble, na jugovzhodu na Neuilly-Plaisance, na jugu pa na občino v departmaju Val-de-Marne Fontenay-sous-Bois. Rosy-sous-Bois je porazdeljen na četrti Le Bois-Perrier, La Boissière, Les Boutours, Les Changis, La Garenne, La Justice, Les Marnaudes, Le Plateau d'Avron in Le Pré-gentil. 

## Administracija
Rosny-sous-Bois je sedež istoimenskega kantona, vključenega v okrožje Bobigny.

## Pobratena mesta
- Übach-Palenberg (Nemčija);